# Мечеть аль-Фатх
Мечеть аль-Фатх (араб. مسجد الفتح) — мечеть у Каїрі, Єгипет. Розташована на площі Рамзеса, вона входить до найбільших мечетей в Каїрі, а її мінарет по висоті займає перше місце в місті і третє у світі. 
Під час заворушень після військового перевороту в Єгипті 16 серпня 2013 в мечеті стався інцидент, який призвів до загибелі та поранення кількох протестувальників та подальшого закриття мечеті.

## Історія
Історія мечеті аль-Фатх походить від старої мечеті, що з'явилася під час раннього етапу арабського завоювання Єгипту. Сьогоднішня площа Рамзеса була селом, відомим як Ум-Дунін у VII столітті, коли арабські завойовники заснували тут свій центр і прилеглу до нього мечеть. Пізніше мечеть була збільшена фатимідським халіфом аль-Хакім Біамріллах і отримала назву «мечеть аль-Макса». Згідно з картою Такіюддіна аль-Макризі ця назва служила відсиланням до сусіднього замку, що існував тоді на острові в Нілі і відомому як Калат аль-Макс. Вона також називалася Джамі Баб аль-Бахр. Мечеть розвивалася в епоху аль-Хакіма завдяки місцю свого розташування та затребуваності серед місцевого населення. В епоху Фатімідів у її дворі було багато пальм, і халіфи мали можливість насолоджуватися видом мечеті зі свого судна на Нілі.
Мечеть також називалася мечеть Авлад 'Анан, на честь двох братів (Мухаммада та Абдул Кадіра ібн 'Анана), які були знавцями тасаввуфа в епоху мамлюцького султана Туман-бая II аль-Ашрафа. Старшого брата Мухаммада поховали на цьому місці в 1499, який, як казали, жив до 120 років.
Проте ця стара мечеть була зруйнована французькими окупаційними військами разом із кількома іншими мечетями під час повстання у Каїрі 1798. На вершині її руїн було збудовано військову споруду, названу на честь французького офіцера.
Пізніше на цьому ж місці було побудовано нову мечеть єгипетської державної будівельної компанії «Arab Contractors», 22 лютого 1990 її відкрив тодішній президент Єгипту Хосні Мубарак під час святкування Ісри та Міраджа. Нова мечеть отримала назву "аль-Фатх", що означає "завоювання", вона була зведена за проектом архітектора Хусейна Бікрі. Назва Авлад 'Анан по відношенню до неї також продовжує використовуватись.

### Арабська весна
Через два дні після серпневої різанини в Рабаа 14 серпня 2013 прихильники Мухаммеда Мурсі зібралися разом на площі Рамзеса та в сусідньому районі мечеті. Коли поліція зіткнулася з демонстрантами, деякі з них бігли в мечеть, яка стала грати роль госпіталю для поранених. Вранці наступного дня поліція атакувала мечеть і заарештувала демонстрантів, після чого її було закрито.